# Parker (Washington)
Parker az Amerikai Egyesült Államok északnyugati részén, Washington állam Yakima megyéjében elhelyezkedő statisztikai település. A 2010. évi népszámlálási adatok alapján 154 lakosa van.
A település első lakója az 1864-ben itt letelepedő William Parker; a helységet a Northern Pacific Railway 1890-ben az ő tiszteletére keresztelte Parkernek.

## Éghajlat
A település éghajlata mediterrán (a Köppen-skála szerint Csb).
| Hónap                         | Jan.  | Feb.  | Már.  | Ápr. | Máj. | Jún. | Júl. | Aug. | Szep. | Okt.  | Nov.  | Dec.  | Év    |
| ----------------------------- | ----- | ----- | ----- | ---- | ---- | ---- | ---- | ---- | ----- | ----- | ----- | ----- | ----- |
| Rekord max. hőmérséklet (°C)  | 20,0  | 22,2  | 30,0  | 34,4 | 38,9 | 40,0 | 43,3 | 40,6 | 38,3  | 31,7  | 23,9  | 20,0  | 43,3  |
| Átlagos max. hőmérséklet (°C) | 4,4   | 8,9   | 14,4  | 18,3 | 23,3 | 27,2 | 31,7 | 31,7 | 26,7  | 18,9  | 10,0  | 2,8   | 18,2  |
| Átlagos min. hőmérséklet (°C) | −3,9  | −2,8  | 0,6   | 3,9  | 8,3  | 11,7 | 15,0 | 13,9 | 8,9   | 2,8   | −1,7  | −5,0  | 4,4   |
| Rekord min. hőmérséklet (°C)  | −30,0 | −29,4 | −14,4 | −7,8 | −3,3 | 0,6  | 2,2  | 1,7  | −5,0  | −11,1 | −22,8 | −32,8 | −32,8 |
| Átl. csapadékmennyiség (mm)   | 26    | 18    | 15    | 14   | 19   | 17   | 7    | 7    | 9     | 15    | 28    | 36    | 211   |
| Forrás: The Weather Channel   |       |       |       |      |      |      |      |      |       |       |       |       |       |

## Fordítás
Ez a szócikk részben vagy egészben  a   Parker, Washington című angol Wikipédia-szócikk ezen változatának fordításán alapul.  Az eredeti cikk szerkesztőit annak laptörténete sorolja fel. Ez a jelzés csupán a megfogalmazás eredetét és a szerzői jogokat jelzi, nem szolgál a cikkben szereplő információk forrásmegjelöléseként.